# Anneckella srilankae
Anneckella srilankae is een pissebed uit de familie Protojaniridae. De wetenschappelijke naam van de soort is voor het eerst geldig gepubliceerd in 1982 door Sket.